# 올림피아 제우스 신전

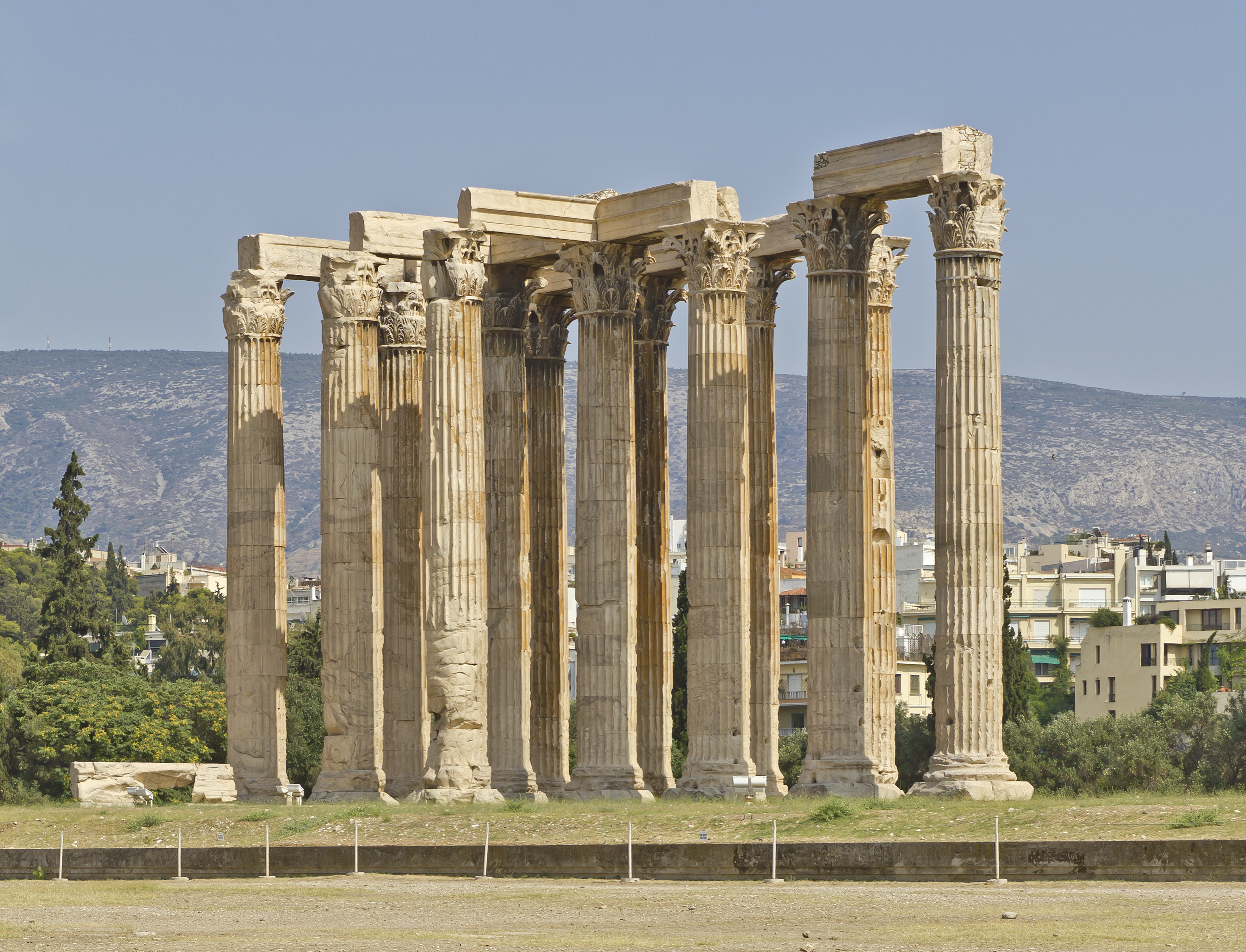
올림피아 제우스 신전

올림피아 제우스 신전(그리스어: Ναός του Ολυμπίου Διός)은 그리스 아테네 아크로폴리스의 동쪽에 있는 신전으로, 올림포스 12신 중 최고신 제우스에게 바쳐진 신전이다. 기원전 6세기, 참주 정치의 아테네 시대에 건설이 시작되었지만, 고대 세계 최대급인 성전은 완성시킬 수 없었다. 성전의 완성은 2세기에 로마 황제 하드리아누스에 의해 이루어졌다. 로마 제국 시대를 통해 지어진 성전에서 이 성전은 최대의 것이었다.